# James D. Lazell
James Draper Lazell, Jr. (* 5. September 1939 in New York City) ist ein US-amerikanischer Biologe und Sachbuchautor. Seine Forschungsschwerpunkte sind die Herpetologie und die Mammalogie.

## Leben
Lazell ist der Sohn von James Draper Lazell, Sr., einem Geschäftsmann, und Katee Quin Lazell, einer Porzellanrestauratorin. Er wuchs in einem Vorort von Philadelphia auf. 1961 erlangte er den Bachelor of Arts an der University of the South in Sewanee und 1963 den Master of Science an der University of Illinois. 1966 graduierte er zum Master of Arts an der Harvard University. 1970 wurde er mit einer Doktorarbeit über die Anolis der Westindischen Inseln an der University of Rhode Island (URI) zum Ph.D. promoviert. Im selben Jahr wurde er wissenschaftlicher Mitarbeiter bei der Massachusetts Audubon Society. Von 1966 bis 1974 war er Naturwissenschaftslehrer und Fachbereichsleiter an der Palfrey Street School in Watertown, Massachusetts. 1969 wurde er Mitarbeiter des National Park Service. Ferner war er als Herpetologe am Museum of Comparative Zoology tätig. 
Als Lazell 17 Jahre alt war, unternahm er seine erste Reise zu den Westindischen Inseln, die vom Philadelphia Zoo finanziert wurde. Er sammelte dort diverse Anolis-Arten. Zwischen 1957 und 2014 besuchte er jedes Jahr die Westindischen Inseln. Auf der zu den British Virgin Islands gehörenden Karibikinsel Guana Island arbeitete er 30 Jahre an einer Langzeitstudie.
Lazell gelang 1962 die Wiederentdeckung von Erythrolamprus cursor, einer vermeintlich ausgestorbenen Schlangenart von der Insel Martinique. Er entdeckte über 30 Tierarten, darunter die 15 Reptilienarten Anolis chrysops, Anolis desiradei, Anolis ernestwilliamsi, Anolis kahouannensis, Anolis orcesi, Anolis pogus, Anolis schwartzi, Boa nebulosa, Dendrelaphis hollinrakei, Draco biaro, Draco caerulhians, Draco jareckii, Sphaerodactylus kirbyi, Sphaerodactylus shrevei und Spondylurus macleani. 1984 beschrieb er Hefners Florida-Waldkaninchen (Sylvilagus floridanus hefneri), das er nach Hugh Hefner benannte.
Lazell ist Mitglied der American Society of Ichthyologists and Herpetologists, der American Society of Mammalogists, der American Society of Zoologists, der American Association for the Advancement of Science, der Federation of American Scientists, im Sierra Club, bei Zero Population Growth und der Philadelphia Zoological Society. 1980 gründete Lazell die Naturschutzorganisation The Conservation Agency.

## Privates
1988 lernte Lazell die Chinesin Wenhua Lu kennen, die er 1992 heiratete. Wenhua ist Entomologin und promovierte ebenfalls an der URI. Die Ehe blieb kinderlos, da sich Lazell im Alter von 21 Jahren einer Vasektomie unterzog.

## Dedikationsnamen
Nach Lazell sind die Arten Gehyra lazelli (Wells & Wellington, 1985), Indotyphlops lazelli Wallach & Pauwels, 2004 und Sphaerodactylus lazelli Shreve, 1968 benannt.

## Schriften (Auswahl)
- The Anoles (Sauria: Iquaridae) of the Lesser Antilles, Harvard University, Museum of Comparative Zoology, 1972
- Reptiles and Amphibians in Massachusetts, Massachusetts Audubon Society, 1972
- This Broken Archipelago: Cape Cod and the Islands, Amphibians and Reptiles , Quadrangle, 1976
- Wildlife of the Florida Keys: A Natural History, Island Press (Washington, DC), 1989
- (mit John Alexander): Ribbons of Sand: The Amazing Convergence of the Ocean and the Outer Banks, Algonquin Books of Chapel Hill (Chapel Hill, NC), 1992.
- Island – Fact and Theory in Nature, University of California Press, 2005